# Wulfila mandibulatus
Wulfila mandibulatus är en spindelart som först beskrevs av Alexander Petrunkevitch 1925.  Wulfila mandibulatus ingår i släktet Wulfila och familjen spökspindlar.
Artens utbredningsområde är Panama. Inga underarter finns listade i Catalogue of Life.